# Isabella Clara Eugenia av Spanien

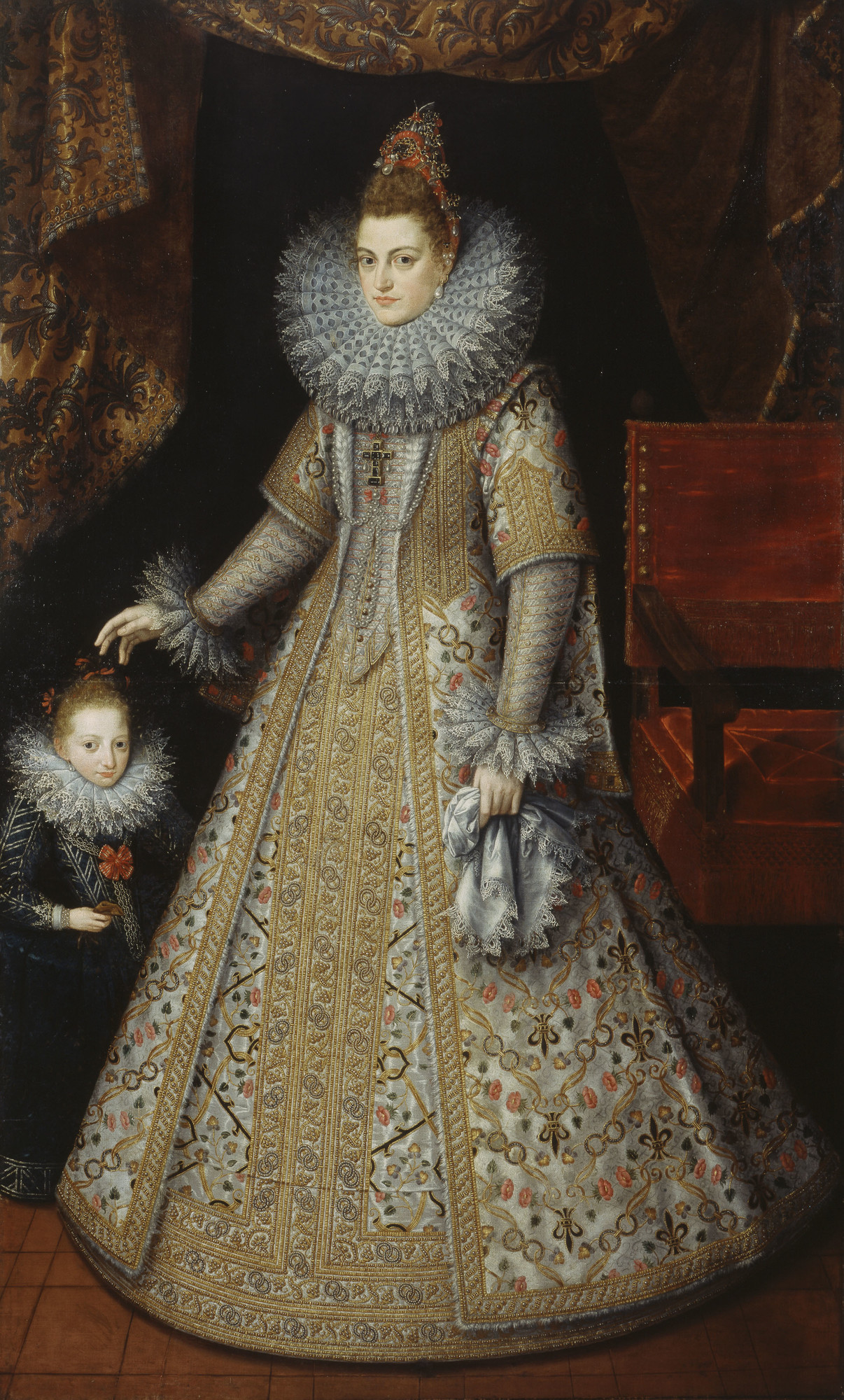
Isabella Clara Eugenia av Spanien, 1599.

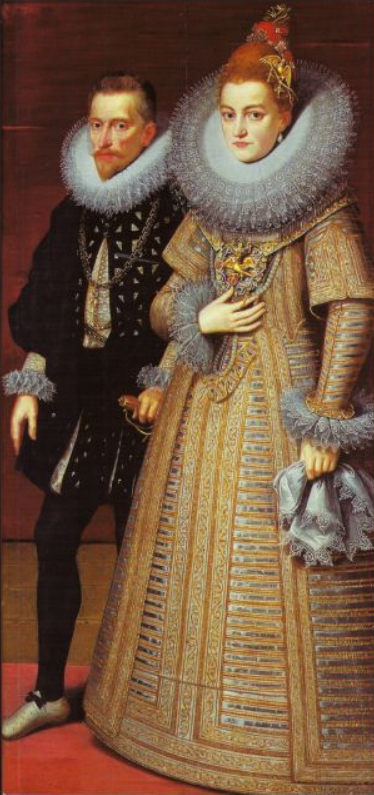
Isabella och Albrekt.

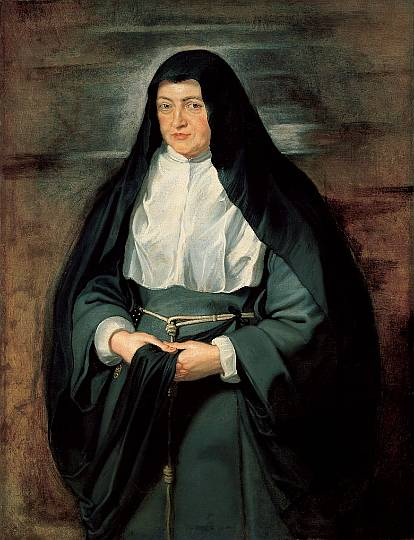
Isabella Clara Eugenia som nunna, av Peter Paul Rubens.

Isabella Clara Eugenia av Spanien, även kallad Clara Isabella Eugenia, född i Segovia 12 augusti 1566, död 1 december 1633, var en spansk infantinna, regent över Spanska Nederländerna (det senare Belgien) gemensamt med maken Albrekt VII av Österrike 1598–1633. 
Hon regerade mellan 1598 och 1621 som monark, därefter som guvernör; enligt äktenskapsavtal 1598 skulle området bli en självständig stat med arvsrätt efter henne, men då äktenskapet blev barnlöst återgick det till Spanien vid hennes makes död. Hon var 1589–1594 även förklarad som titulärdrottning av Frankrike.

## Spansk tronarvinge
Dotter till kung Filip II av Spanien och Elisabeth av Valois.
Isabellas födelse hälsades med stor glädje av hennes far, och hon hade en nära relation till både sin far och styvmor. Isabella var den enda person Filip tillät fungera som privatsekreterare, och hon sorterade hans papper och översatte italienska dokument till spanska åt honom. Hon skötte fadern under hans sista tre års sjukdom. 
Hennes bröders osäkra hälsa och förtidiga död gjorde henne automatiskt till en möjlig tronarvinge, vilket förklarar hennes närvaro på dåtidens jubileumsmedaljer bredvid kungen och prins Filip. Av denna anledning höll hennes far henne vid sin sida till sista stund, utan att seriöst fundera på att gifta bort henne. 
Hon var tronföljare efter sin äldste bror Karls död 1568 till sin yngre brors födelse 1571, och därefter nummer två i tronföljden efter sin yngre bror fram till att hennes första brorsbarn föddes 1601, vilket innebar att det mellan 1568 och 1601 ansågs fullt realistiskt för henne att bestiga Spaniens tron. 
Hon hade ett avlägset anspråk på den engelska tronen och förekom i diskussionerna kring tronföljden efter Elisabet I. När Filip III anföll England med den spanska armadan 1588, var det hans avsikt att installera Isabella som drottning av England. 
Isabella förlovades 1568 med Rudolf II, men då hon tjugo år senare var gammal nog att gifta sig, förklarade Rudolf sin avsikt att aldrig gifta sig.

## Tronpretendent
Då hennes morbror Henrik III av Frankrike dog 1589 krävde Filip den franska tronen åt Isabella och förklarade henne för drottning av Frankrike. Parisparlamentet erkände henne som "den legitima suveränen" – Paris var vid denna tidpunkt kontrollerat av den katolska ligan – men enligt fransk tronföljd var hon utesluten på grund av sitt kön; dessutom hade hennes mor avsagt sig alla anspråk på tronen genom sitt äktenskap. Däremot hade hon ett legitimt anspråk på Bretagne, som till skillnad från Frankrike hade kvinnlig tronföljd. 
Filip beslöt att överlåta de Spanska Nederländerna på henne på villkor att hon gifte sig med sin kusin, Albrekt VII av Österrike; paret skulle regera som monarker över ett självständigt territorium, som skulle ärvas av deras barn efter dem. Om de inte fick några barn, skulle området återgå till Spanien. Filip avsade sig sin rätt till området till förmån för henne kort före sin död. 
Hon gifte sig med Albrekt 18 april 1599, efter att han avsagt sig sina prästlöften. De skulle som regenter bära de titlar som ingick i de områden de Spanska Nederländerna omfattade, som hertig och hertiginna av Brabant, greve och grevinna av Artois, et cetera.

## Regent i Spanska Nederländerna
Isabella och Albrekt tillträdde i realiteten positionen som Spanska Nederländernas regenter år 1601. Deras regeringstid har beskrivits som de Spanska Nederländernas guldålder, och de kallades kollektivt för de två "Ärkehertigarna". Deras regeringstid gynnade den ekonomiska tillväxten och återuppbyggnaden efter fyra decennier av krig, släckte de återstående resterna av antispansk opposition, konsoliderade huset Habsburgs makt över territoriet och grundade en känsla av identitet i området som skild från de fria Nederländerna. 
Då deras barnlöshet gjorde det tydligt att området, enligt avtalet, skulle återgå till Spanien, bedrevs en stark politik för att utsläcka all animositet mot Spanien inom alla samhällsklasser. Ett av resultaten för att göra makten populär var stimuleringen av konsten, vilket skapade den så kallade flamländska barocken. Paret gynnade konstnärer som Peter Paul Rubens, Pieter Brueghel, Wenceslas Cobergher, De Nole och Otto van Veen och andra. Deras hov i Bryssel blev ett av Europas främsta kulturcentrum, men också ett centrum för politiska intriger, då det även var ett centrum för huset Habsburgs politiska planer. 
Vid Albrekts död 1621 återgick området enligt avtalet 1598 till Spanien, eftersom paret inte hade några barn: Isabella inträdde i Sankt Franciscos orden, men gick inte i kloster utan fortsatte som regent, nu med titeln guvernör, för kungen av Spanien. Hon regerade till sin död.

## Eftermäle
Legenden om att färgen isabella kommer sig av att en drottning Isabella svor att behålla samma linne fram till att en belägrad stad intagits, har ibland falskeligen tillskrivits Isabella och belägringen av Oostende.   